# Mermaid Avenue
Mermaid Avenue è un album in studio del musicista britannico Billy Bragg realizzato in collaborazione col gruppo statunitense Wilco. L'album, uscito nel 1998, contiene brani inediti i cui testi sono stati scritti dal cantante folk statunitense Woody Guthrie.

## Tracce
1. Walt Whitman's Niece – 3:53
2. California Stars – 4:57
3. Way Over Yonder in the Minor Key (feat. Natalie Merchant) – 4:06
4. Birds and Ships (feat. Natalie Merchant) – 2:13
5. Hoodoo Voodoo – 3:12
6. She Came Along to Me – 3:26
7. At My Window Sad and Lonely – 3:27
8. Ingrid Bergman – 1:50
9. Christ for President – 2:39
10. I Guess I Planted – 3:32
11. One by One – 3:22
12. Eisler on the Go – 2:56
13. Hesitating Beauty – 3:04
14. Another Man's Done Gone – 1:34
15. The Unwelcome Guest – 5:09

## Formazione
- Billy Bragg - chitarra acustica, chitarra elettrica, bouzouki, banjo, voce, cori
- Jeff Tweedy - chitarra acustica, chitarra elettrica, armonica, voce, cori
- Jay Bennett - piano, organo Hammond, clavinet, melodica, bouzouki, organo Farfisa, batteria, percussioni, cori, basso, chitarre, altri strumenti
- Corey Harris - chitarre, cori
- Ken Coomer - batteria, percussioni, cori
- Natalie Merchant - voce, cori
- John Stirratt - basso, organo Hammond, chitarra acustica, cori
- Peter Yanowitz - batteria
- Bob Egan - chitarre
- Eliza Carthy - violino
- Johnathan Parker - cori
- Elizabeth Steen - fisarmonica